# Igor Sysojev
Igor Sysojev (ryska: Игорь Владимирович Сысоев, Igor Vladimirovitj Sysojev), född 5 september 1980 i Sankt Petersburg, död 12 maj 2024 i Temrjukskij rajon i Krasnodar kraj, var en rysk triathlet. 
Sysojev nådde som bäst två segrar i den europeiska cupen, vilket även var hans enda två pallplatser. Sysojev var sedan 2003 gift med den ryska långdistanssimmerskan Irina Abysova.